# Paramuriceidae
Paramuriceidae é uma família de corais da ordem Malacalcyonacea.

## Géneros
Seguem os gêneros da família:
- Acanthacis (Deichmann, 1936)
- Acanthogorgia (Gray, 1857)
- Anthomuricea (Studer, 1887)
- Astromuricea (Germanos, 1895)
- Bebryce (Philippi, 1842)
- Calicogorgia (Thomson & Henderson, 1906)
- Dentomuricea (Grasshoff, 1977)
- Echinogorgia (Kölliker, 1865)
- Echinomuricea (Verrill, 1869)
- Guaiagorgia (Grasshoff & Alderslade, 1997)
- Heterogorgia (Verrill, 1868)
- Lapidogorgia (Grasshoff, 1999)
- Lepidomuricea (Kükenthal, 1919)
- Lytreia (Bayer, 1981)
- Menacella (Gray, 1870)
- Menella (Gray, 1870)
- Muriceides (Wright & Studer, 1889)
- Paracis (Kükenthal, 1919)
- Paramuricea (Kölliker, 1865)
- Paraplexaura (Kükenthal, 1909)
- Placogorgia (Wright & Studer, 1889)
- Spinimuricea (Grasshoff, 1992)
- Thrombophyton (McFadden & Hochberg, 2003)
- Trimuricea (Gordon, 1926)
- Villogorgia (Duchassaing & Michelloti, 1860)